# Ksenija Vidali Žebre
Ksenija Vidali Žebre, slovenska operna pevka, * 29. april 1913, Škedenj pri Trstu † 18. julij 2004.
Ksenija Vidali Žebre je otroštvo preživljala pri babici v Kubedu. Obiskovala je slovensko osnovno šolo v Škednju, ko pa so jo leta 1926 fašisti ukinili, pa še štiri leta zasebno pri nunah v Trstu. V letih med 1928 in 1937 je obiskovala pouk klavirja pri Alojziju Sancinu in kasneje solističnega petja pri Ernstu Justu v Trstu. Vse otroštvo in mladost je pela pri različnih zborih.
Aprila 1937 je opravljala avdicijo v ljubljanski Operi, kjer je doživela izreden uspeh in so jo takoj sprejeli za solistko. Že 2. maja 1937 je debitirala kot Mimi v Puccinijevi operi La Boheme. V ljubljanski Operi je ostala do spomladi 1946. V tem času je nastopila v približno 350 predstavah v 26 vlogah.
Iz Ljubljane je Ksenija Vidali odšla v Milano, kjer je v letih od 1947 do 1957 delovala kot svobodna umetnica. V tem času se je še pevsko izpopolnjevala pri Emilu Ghirardiniju. Istočasno je veliko gostovala po italijanskih, španskih in portugalskih opernih odrih. Vračala se je tudi v Jugoslavijo, kjer je pela po različnih prizoriščih.
Konec 50-ih let se je vrnila v Ljubljano. Ravno tako se je iz tujine vrnil dirigent Demetrij Žebre, ki je postal direktor in umetniški vodja ljubljanske Opere ter njen mož. Da ji ne bi kdo očital posebnega položaja v Operi, na njen oder ni več stopila. Sprejela pa je nekaj ponudb za petje v drugih jugoslovanskih opernih hišah.
Sredi šestdesetih let se je odločila, da ne bo več nastopala. Zadnjo pevsko vlogo je tako odpela leta 1965 kot Margareta v Faustu. Posvetila se je pedagoškemu delu, kjer je bila ravno tako uspešna. Nekaj časa je bila tudi mentorica solistom Opere.
Njene najpomembnejše vloge so bile: Mimi v La Boheme, donna Elvira v Don Juanu, Manon v Puccinijevi in Massenetovi operi, Jolanta, Elza v Lohengrinu, Grofica v Figarovi svatbi, Micaela v Carmen, Margareta v Faustu, Violetta v Traviati, Tatjana v Jevgeniju Onjeginu, Sneguročka, Rusalka, Marinka v Prodani nevesti in Minka v Gorenjskem slavčku. V svoji pevski karieri je poustvarila 35 velikih vlog.